# Endlicheria longicaudata
Endlicheria longicaudata är en lagerväxtart som först beskrevs av Adolpho Ducke, och fick sitt nu gällande namn av André Joseph Guillaume Henri Kostermans. Endlicheria longicaudata ingår i släktet Endlicheria och familjen lagerväxter. Inga underarter finns listade i Catalogue of Life.